# Eduard Belzer
Eduard Belzer (* 5. Dezember 1896 in Petersberg; † nach 1949) war ein deutscher Jurist, u. a. Verteidiger während der Nürnberger Prozesse.

## Leben
Eduard Belzer studierte an der Universität München, Heidelberg und Würzburg. Er promovierte und war bis Kriegsende als Richter in Nürnberg tätig. Er war nicht Mitglied der NSDAP.
Im Prozess Wirtschafts-Verwaltungshauptamt der SS (Fall 4 der Nachfolgeprozesse; USA gegen Oswald Pohl et al.), welcher ohne Revision von Anfang April 1947 bis Anfang November 1947 dauerte, war er bis 17. August 1948 Verteidiger von Karl Sommer. Karl Sommer wurde in drei Anklagepunkten für schuldig befunden und zum Tode verurteilt. Diese wurde später in lebenslängliche Haft umgewandelt und die Strafe dann noch auf 20 Jahre Haft reduziert. Letztendlich wurde er dann 1953 vorzeitig aus der Haft entlassen.
Im Einsatzgruppen-Prozess (Fall 9 der Nachfolgeprozesse; USA gegen Otto Ohlendorf et al.), welcher von Mitte August 1947 bis Ende Juli 1948 dauerte, war er Verteidiger von Matthias Graf. Graf wurde zu einer Haftstrafe verurteilt, welche er bereits durch die Zeit in Untersuchungshaft abgesessen hatte, sodass er 1948 entlassen wurde.
Im Wilhelmstraßen-Prozess (Fall 11 der Nachfolgeprozesse; USA gegen Ernst von Weizsäcker et al.), welcher von Januar 1948 bis April 1949 dauerte, war er ab 21. Juni 1948 Verteidiger des ehemaligen Reichsministerium für Volksaufklärung und Propaganda Otto Dietrich. Dietrich wurde zu sieben Jahre Haft verurteilt, welche er bereits teilweise durch die Zeit in Untersuchungshaft verbüßt hatte.